# Golden Years (album David Bowie)
Golden Years è un album raccolta del musicista e cantautore britannico David Bowie, pubblicato dalla RCA Records nel 1983.

## Tracce
- Tutti i brani sono opera di David Bowie tranne dove indicato diversamente.

Lato 1
1. Fashion – 4:51
2. Red Sails (Bowie, Brian Eno) – 3:47
3. Look Back in Anger (Bowie, Eno) – 3:07
4. I Can't Explain (Pete Townshend) – 2:14
5. Ashes to Ashes – 4:26

Lato 2
1. Golden Years – 3:59
2. Joe the Lion – 3:08
3. Scary Monsters (and Super Creeps) – 5:14
4. Wild Is the Wind (Dimitri Tiomkin, Ned Washington) – 6:00